# Frogger 2 : La Revanche de Swampy
Ne doit pas être confondu avec Frogger II: ThreeeDeep! ou Frogger 2 (jeu vidéo, 2008).
Frogger 2 : La Revanche de Swampy est un jeu vidéo d'action développé par Blitz Games et édité par Hasbro Interactive, sorti en 2000 sur Windows, Dreamcast, PlayStation et Game Boy Color.

## Accueil
- IGN : 8,5/10 (DC, PS)[1] - 8,5/10 (PC)[2] - 8/10 (GBC)[3]
- Joypad : 5/10 (PS)[4]